# Cube de Hickethier
Le cube de Hickethier, créé en 1952 par Alfred Hickethier (1903-1967), est une collection de couleurs. Il s'obtenait en déposant sur les trames d'un système d'imprimerie de densité entre 0 et 9 des encres correspondant au jaune, magenta et cyan d'une synthèse trichrome.
Le cube formé par leurs combinaisons avait donc 1 000 couleurs, d'où son nom de « cube des mille couleurs », et chaque couleur y avait un numéro unique à trois chiffres. Ce système avait pour ambition, entre autres, de permettre la suppression de l'impression en couleurs de catalogues très onéreuse), chaque catalogue étant imprimé en noir et blanc et assorti d'un nuancier de Hicketier, beaucoup moins coûteux à fabriquer que tout un catalogue en quadrichromie, et moins encore que le nuancier Pantone, constitué d'à-plats d'encres mélangées avant impression.
Le projet n'a eu qu'un succès limité pour deux raisons prévisibles :
- Une couleur fournie par un pigment donné peut correspondre à une couleur du cube sous un éclairage donné, et à un autre sous un éclairage différent (la même couleur apparente étant obtenue par une répartition différente de longueurs d'onde sur le colorant du nuancier et celui de l'objet acheté).
- Il permettait de ne décrire que les couleurs unies et non les textures.

Après quelques essais, le projet n'eut pas de suite.